# Дитце, Тина
Ти́на Ди́тце (нем. Tina Dietze; 25 января 1988, Лейпциг) — немецкая гребчиха-байдарочница, выступает за сборную Германии с 2009 года. Чемпионка летних Олимпийских игр в Лондоне, трехкратный серебряный призёр Олимпийских игр, шестикратная чемпионка мира и Европы, бронзовый призёр Европейских игр в Баку, победительница многих регат национального и международного значения.

## Биография
Тина Дитце родилась 25 января 1988 года в Лейпциге. Активно заниматься греблей на байдарке начала с раннего детства, проходила подготовку в местном гребном клубе SG LVB Leipzig.
Первого серьёзного успеха на взрослом международном уровне добилась в 2009 году, когда попала в основной состав немецкой национальной сборной и побывала на домашнем чемпионате Европы в Бранденбурге, откуда привезла награды золотого и серебряного достоинства, выигранные в зачёте четырёхместных байдарок на дистанциях 500 и 200 метров. Кроме того, в этом сезоне выступила на чемпионате мира в канадском Дартмуте, где стала чемпионкой в четвёрках на двухстах метрах, а также взяла серебро в двойках на тысяче метрах и в четвёрках на пятистах метрах. Год спустя на европейском первенстве в испанской Корвере защитила своё чемпионское звание в полукилометровой гонке четырёхместных экипажей, при этом на мировом первенстве в польской Познани одержала победу в программе эстафеты 4 × 200 м и получила серебряную награду в полукилометровом зачёте байдарок-четвёрок.
В 2011 году Дитце добавила в послужной список две серебряные и одну бронзовую медали, завоёванные на чемпионате Европы в Белграде, тогда как на чемпионате мира в венгерском Сегеде трижды поднималась на пьедестал почёта: была лучшей в эстафете и второй на пятистах метрах среди двоек и среди четвёрок. На европейском первенстве следующего сезона одержала победу в обеих дисциплинах, в которых принимала участие, одолела всех соперниц в двухсотметровой программе двоек и пятисотметровой программе четвёрок. Благодаря череде удачных выступлений удостоилась права защищать честь страны на летних Олимпийских играх 2012 года в Лондоне — завоевала здесь две медали на дистанции 500 метров: в двойках совместно с напарницей Франциской Вебер получила золото, в то время как с четырёхместным экипажем, куда также вошли гребчихи Катрин Вагнер-Аугустин и Каролин Леонхардт, выиграла серебряную награду, уступив в решающем заезде только титулованному венгерскому экипажу. По окончании олимпийского сезона награждена Серебряным лавровым листом, высшей спортивной наградой Германии.
После лондонской Олимпиады Тина Дитце осталась в основном составе гребной команды Германии и продолжила принимать участие в крупнейших международных регатах. Так, в 2013 году она дважды попала в число призёров на чемпионате Европы в португальском городе Монтемор-у-Велью, а затем на домашнем чемпионате мира в Дуйсбурге заняла первое место в двойках на двухстах и пятистах метрах, став таким образом пятикратной чемпионкой мира. Год спустя на мировом первенстве в Москве получила серебро в двухсотметровой гонке двухместных байдарок, ещё через год на аналогичных соревнованиях в Милане пополнила медальную коллекцию двумя бронзовыми наградами, выигранными в двойках и четвёрках на пятистах метрах. Помимо этого, в сезоне 2015 года выступила на первых Европейских играх в Баку, где стала серебряной призёркой в дисциплине K-4 500 м.